# انجمن صنفی گرامافون پرتغال
انجمن صنفی گرامافون پرتغال (به پرتغالی: Associação Fonográfica Portuguesa) جدول رسمی تک‌آهنگ‌های پرتغال است.